# Alden Ehrenreich
Pour les articles homonymes, voir Ehrenreich.
Alden Caleb Ehrenreich, né le 22 novembre 1989 à Los Angeles (Californie), est un acteur américain.
Il a fait ses débuts dans les films Tetro (sortie en 2009) et Twixt (sortie en 2011), réalisés par Francis Ford Coppola. En 2013, il apparaît dans les films Blue Jasmine et Stoker, réalisés respectivement par Woody Allen et Park Chan-wook.
En 2016, sa carrière décolle pour son rôle de Hobie Doyle dans Avé, César ! des frères Coen et dans la comédie romantique L'Exception à la règle de Warren Beatty. En 2018, il incarne la version jeune du contrebandier Han Solo, dans le film Solo, A Star Wars Story, réalisé par Ron Howard.

## Biographie

### Jeunesse
Alden Ehrenreich est né le 22 novembre 1989 à Los Angeles, Californie, dans une famille de confession juive. Il est le seul enfant de Sari (née Newmann), une designer d'intérieur, et de Mark Ehrenreich, un comptable. Son père était le comptable du réalisateur américain Steven Spielberg. Il est nommé d'après le réalisateur Phil Alden Robinson, un ami de la famille. Son beau-père, Harry Aronowitz, est un orthodontiste. Alden est juif a été élevé dans le judaïsme. Ses ancêtres étaient des émigrants juifs d'Autriche, de Hongrie, de Russie et de Pologne.
Ehrenreich a commencé à jouer à l'école élémentaire Palisades Pacific de Palisades, à Los Angeles, et a continué à le faire à la Crossroads School à Santa Monica, en Californie. Après avoir terminé ses études secondaires, il a étudié le théâtre à l'Université de New York au Stella Adler Studio of Acting, mais n'a jamais terminé son diplôme. En 2009, il co-fonde « The Collectin » avec son amie Zoë Worth à New York, composée d'acteurs, d'écrivains, de producteurs et de réalisateurs qui collaborent à des films et à des représentations théâtrales.

### Carrière
Lors de la Bat Mitsva d'une amie, Alden Ehrenreich, alors âgé de quatorze ans, est remarqué par Steven Spielberg, celui-ci le voyant dans un court métrage comique où l'acteur figurait : « Il m'a trouvé drôle […] et il a envoyé le film à sa boîte de production. »
En 2007, il obtient le rôle de Bennie Tetrocini dans le film Tetro de Francis Ford Coppola, ce dernier lui ayant demandé de lire un passage issu de L'Attrape-cœurs (The Catcher in the Rye) pour son audition principale.
En 2011, il apparaît dans une publicité pour le parfum Dior aux côtés de Natalie Portman et sous la direction de Sofia Coppola. Il retrouve Francis Ford Coppola pour le film Twixt.
En 2012, il reprend, le rôle du personnage principal (Ethan Wate) pour l'adaptation cinématographique du roman 16 lunes, après le désistement de Jack O'Connell.
En 2016, il est choisi pour reprendre le rôle de Han Solo dans Solo: A Star Wars Story, spin-off de Star Wars consacré au personnage et prévu pour 2018. De nombreux médias relaient l'information au début du mois de mai 2016, avant qu'elle ne soit confirmée lors de Star Wars Celebration Europe le 17 juillet.

## Filmographie

### Cinéma

#### Longs métrages
- 2009 : Tetro de Francis Ford Coppola : Bennie
- 2011 : Twixt de Francis Ford Coppola : Flamingo
- 2013 : Sublimes Créatures (Beautiful Creatures) de Richard LaGravenese : Ethan Wate
- 2013 : Stoker de Park Chan-wook : Whip Taylor
- 2013 : Blue Jasmine de Woody Allen : Danny
- 2014 : Running Wild de Melanie Shaw : Eli
- 2016 : Ave, César ! (Hail, Caesar!) de Joel et Ethan Coen : Hobie Doyle
- 2016 : L'Exception à la règle (Rules Don't Apply) de Warren Beatty : Frank Forbes
- 2016 : The Yellow Birds d'Alexandre Moors : Brandon Bartle
- 2018 : Solo: A Star Wars Story de Ron Howard : Han Solo
- 2023 : Crazy Bear (Cocaine Bear) d'Elizabeth Banks : Eddie
- 2023 : Oppenheimer de Christopher Nolan : l'assistant du Sénat
- 2023 : Fair Play : Luke
- 2025 : Évanouis (Weapons) de Zach Cregger : Paul Morgan

#### Courts métrages
- 2008 : Switcheroo! de Bryan Basham : Dan
- 2009 : Greased de Roxine Helberg : Ben
- 2010 : Ten Fingers de Sam Boyd : Harry
- 2011 : A Dentist de Joshua Margolin : Alan Goldenberg

### Télévision

#### Séries télévisées
- 2005 : Supernatural : Ben Collins
- 2006 : Les Experts : Sven
- 2020 : Brave New World : John
- 2025 : Ironheart (série télévisée) : Joe McGillicuddy

## Distinctions

### Nomination
- 15e cérémonie des Teen Choice Awards 2013 : Meilleur acteur dans un drame romantique pour Sublimes créatures (2013).

## Voix francophones
En version française, Alden Ehrenreich n'a pas de voix régulière, bien que Fabrice Fara (Stoker et Brave New World), Eilias Changuel (Solo: A Star Wars Story et Ironheart) et Julien Allouf (Oppenheimer et Évanouis) l'aient doublé à deux reprises.
Ainsi, il est doublé par Vincent de Boüard dans Supernatural, Juan Llorca dans Tetro, Franck Monsigny dans Sublimes Créatures, Alexis Tomassian dans Blue Jasmine, Sandor Funtek dans Ave, César !, Benjamin Jungers dans L'Exception à la règle, Glen Hervé dans Crazy Bear et Marc Arnaud dans Fair Play.